# Vulcaniella karadaghella
Vulcaniella karadaghella — вид лускокрилих комах родини розкішних вузькокрилих молей (Cosmopterigidae).

## Поширення
Вид поширений в Криму (Україна) та Малій Азії (Туреччина).

## Опис
Розмах крил 10-12 мм. Тіло золотисто-кориченевого кольору. Антени коричневі з білим кінчиком. Передні крила Коричневі з білими плямами. Задні крила коричнево-сірі.

## Спосіб життя
Метелики літають у червні-липні. Личинки живляться на Salvia grandiflora. Вражають, переважно, рослину, що росте в тіні більших рослин. Вони мінують листя рослини господаря. Спершу створюють міну на кінчику листка. Незабаром верхівкова частина листя буріє і сохне, утворюючи характерну розетку.